# Hans Hendrik van Paesschen
Hans Hendrik van Paesschen (1510 - 1582) era um arquitecto flamengo. Viveu em Antuérpia de onde partia para vários pontos do norte da Europa onde realizou os seus projectos.
Enquanto que a Itália foi abençoada com a arquitectura de Andrea Palladio, e a França com a de Philibert de l'Orme, na mesma época, Hans Hendrik van Paesschen, projectava edifícios de igual beleza no norte da Europa. A única razão para ser tão pouco conhecido é a diferente pronúncia do seu nome nos países onde passava e deixava a sua marca.
Depois de se formar em Itália, Paesschen foi para Antuérpia e começou a trabalhar como arquitecto e contrutor. Trabalhou na Flandres, Holanda, Inglaterra, País de Gales, Alemanha, Dinamarca, Suécia e Kaliningrado (Rússia). Existem indícios de que terá também trabalhado no norte de França, Estónia, Letónia e Lituânia.
Em contraste com o Gótico e com o Maneirismo utilizados pela Europa fora, Paesschen desenhava de acordo com o estilo purista florentino com algumas adaptações. Infelizmente a maior parte da sua obra foi destruída ou sofreu grande alterações, e o original é conhecido apenas por gravuras antigas.